# Spirkersberg
Spirkersberg (auch Spirkesberg) ist ein Gemeindeteil von St. Wolfgang im oberbayerischen Landkreis Erding.

## Lage
Der Weiler Spirkersberg liegt drei Kilometer nordnordöstlich des Rathauses des Gemeindehauptorts Sankt Wolfgang.

## Bevölkerungsentwicklung
Um 1871 gab es in Spirkersberg 45 Einwohner. Im Mai 1987 lebten dort 30 Einwohner in sechs Wohngebäuden, die in neun Wohnungen aufgeteilt waren.
| Jahr      | 1871 | 1924 | 1950 | 1970 | 1987 |
| Einwohner | 25   | 23   | 25   | 30   | 30   |